# Guangzhou International Women's Open 2010
Guangzhou International Women's Open 2010 (також відомий під назвою Landsky Lighting Guangzhou International Women's Open за назвою спонсора) — ;syjxbq тенісний турнір, що проходив на відкритих кортах з твердим покриттям. Це був 7-й за ліком Guangzhou International Women's Open. Належав до категорії International у рамках Туру WTA 2010. Відбувся в Гуанчжоу (КНР). Тривав з 13 до 19 вересня 2010 року.

## Учасниці

### Сіяні
| Країна            | Гравчиня            | Рейтинг1 | Сіяна |
| ----------------- | ------------------- | -------- | ----- |
| Австралія         | Ярміла Грот         | 60       | 1     |
| Китайський Тайбей | Чжань Юнжань        | 77       | 2     |
| Узбекистан        | Акгуль Аманмурадова | 78       | 3     |
| Японія            | Моріта Аюмі         | 83       | 4     |
| Китайський Тайбей | Чжан Кайчжень       | 84       | 5     |
| Сербія            | Бояна Йовановські   | 87       | 6     |
| Італія            | Альберта Бріанті    | 89       | 7     |
| ПАР               | Шанелль Схеперс     | 92       | 8     |

- 1 Посів ґрунтується на рейтингові станом на 30 серпня 2010.

### Інші учасниці
Учасниці, що отримали вайлд-кард на участь в основній сітці:
- Хань Сіньюнь
- Lu Jing-jing
- Сюй Їфань

Нижче наведено гравчинь, які пробились в основну сітку через стадію кваліфікації:
- Сє Шувей
- Kim So-jung
- Намігата Дзюнрі
- Сунь Шеннань

## Переможниці

### Одиночний розряд
Ярміла Грот —  Алла Кудрявцева 6–1, 6–4
- Для Ярміли це був перший титул за кар'єру.

### Парний розряд
Едіна Галловіц /  Саня Мірза —  Хань Сіньюнь /  Лю Ваньтін, 7–5, 6–3